# ハジメ☆ファンタジー
ハジメ☆ファンタジー（1988年11月14日 - ）は、恋愛から感じたことを表現する日本のクリエイター。恋愛応援サイト『恋ブキ』管理人。
Cathy lost one's apricot yesterday脱退後、"センチメンタル研究家"として活動していたが、2017年に週刊プレイボーイ『リリー・フランキーの人生相談』で肩書きを"恋の悩み話し相手"、芸名を"ハジメ☆ファンタジー"へ改名している。

## 書籍
- 『言葉にしなくちゃ』ワニブックス、2016年11月27日。

## 主なコラボレーション
- はじめしゃちょー　「マジメ」「シャチョー」グッズ
- LADYBABY 「ストロング」グッズ
- 神聖かまってちゃん × ZOZOTOWN「キルユー」グッズ

## 作詞
- 鈴木このみ 『Shake Up!』収録 「シアワセスパイス」

## 出演
- CM Google Android 『どこまでも音楽』編
- 04 Limited Sazabys 『YON FES 2016』 (恋愛相談&コラボグッズ販売)